# Labid Khalifa
Labid Khalifa (ur. 1955) – były marokański piłkarz grający na pozycji obrońcy.

## Kariera klubowa
Labid Khlaifa w czasie kariery piłkarskiej grał w KAC Kénitra.

## Kariera reprezentacyjna
W reprezentacji Maroka Labid Khlaifa grał w latach osiemdziesiątych.
W 1986 roku uczestniczył w Mistrzostwach Świata 1986 w Meksyku.
Na Mundialu w Meksyku Labid Khlaifa był podstawowym zawodnikiem i wystąpił we wszystkich czterech meczach Maroka z reprezentacją Polski, reprezentacją Anglii, reprezentacją Portugalii oraz w drugiej rundzie z reprezentacją RFN.
W 1989 roku uczestniczył w eliminacjach Mistrzostw Świata 1990.